# Menophra decorata
Menophra decorata es una especie de polillas perteneciente a la familia Geometridae, descrita por primera vez por el entomólogo suizo Frederic Moore en 1868, con distribución en el nordeste de las Himalayas. Fue la especie tipo del género Leptodontopera, sinonimia de Ephemerophila, el holotipo del cual fue descrito en la ciudad de Pokhara, en los alrededores del río Gandaki. Desde entonces, la polilla ha sido descrita también en Bengala Occidental, Sikkim y Arunachal Pradesh (India).